# Antonio Circignani

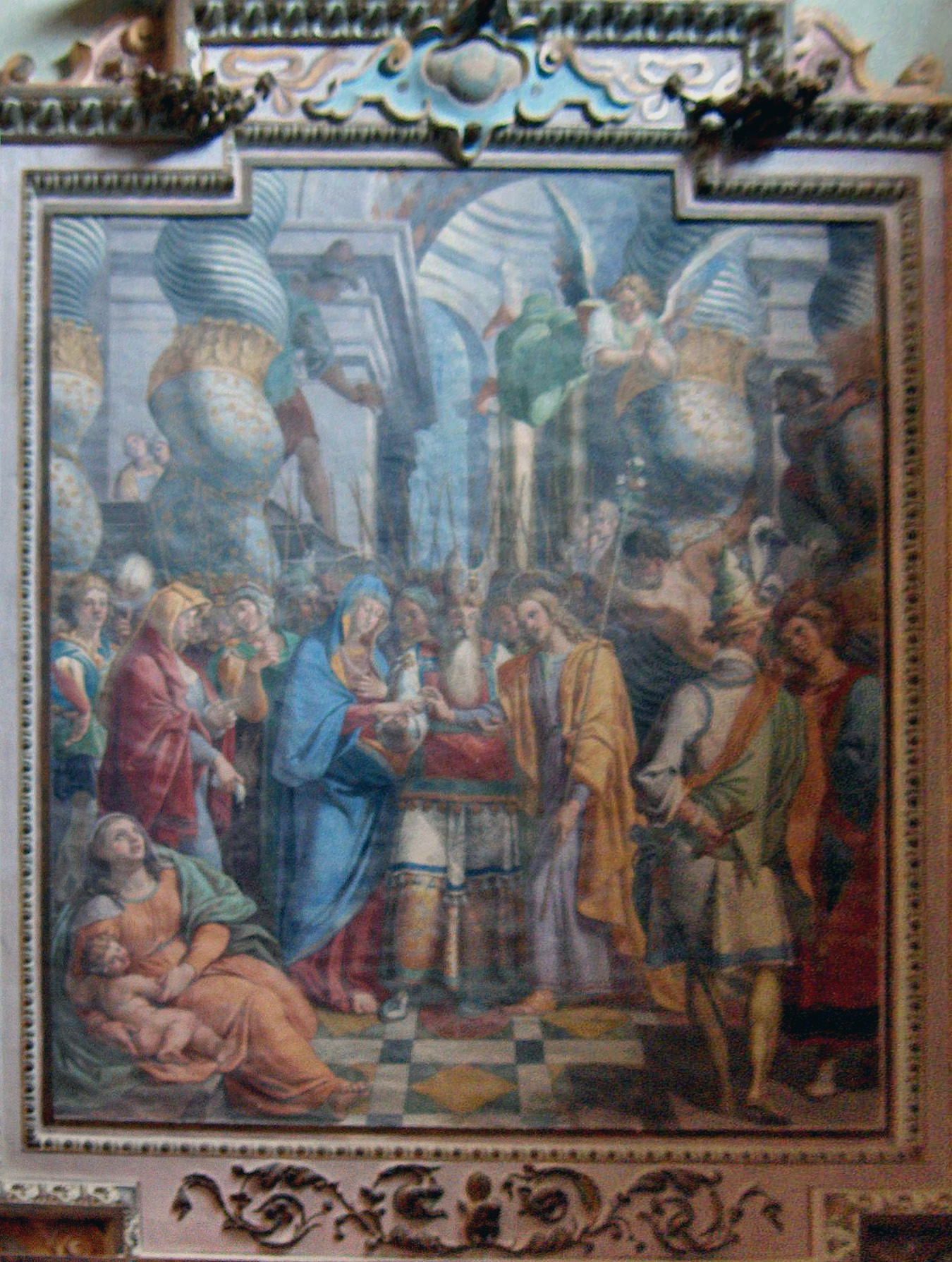
right, Lo sposalizio della Vergine Maria, 1602-1603

Antonio Circignani detto il Pomarancio (Città della Pieve, 1567 – 1630 circa) è stato un pittore italiano.

## Biografia
Antonio Circignani fu un pittore del tardo Rinascimento e del primo periodo del Barocco. Nato a Città della Pieve, figlio del pittore Niccolò Circignani e chiamato, come il padre, il Pomarancio anche se non nacque a Pomarance. Lavorò a Roma con il padre. Nel 1589 è documentato proprio nel cantiere di lavoro paterno presso l'Abbazia di Valvisciolo a Sermoneta. Il suo nome risulta infatti in un'iscrizione ritrovata, nei primi anni del 1900, nel coro della chiesa.
Antonio Circignani è citato nelle Vite de' Pittori, Scultori, Architetti, ed Intagliatori di Giovanni Baglione.
Uno dei suoi dipinti più celebri (Sposalizio della Vergine) si trova nella basilica di Santa Maria degli Angeli di Assisi.